# DN11A
De DN11A (Drum Național 11A of Nationale weg 11A) is een weg in Roemenië. Hij loopt van Onești via Adjud naar Bârlad. De weg is 91 kilometer lang. 

## Europese wegen
De volgende Europese weg loopt met de DN11A mee:
- Adjud - Adjudu Vechi (dubbelnummering met DN2)